# 佐久間奏
佐久間 奏（さくま かなで、1997年5月29日 - ）は、日本の作曲家、編曲家。埼玉県出身。日音所属。

## 来歴
国立音楽大学附属高校、国立音楽大学作曲専修卒業。在学中、現代音楽技法を用いた無調性音楽の制作を中心に行う傍ら、ドラマ・アニメーション等劇伴音楽制作を開始する。現在は劇伴、報道・情報番組BGMの楽曲制作などを中心に活動中。

## 作品

### テレビアニメ

#### 2021年
- 乙女ゲームの破滅フラグしかない悪役令嬢に転生してしまった…X（MBSほか / 田渕夏海、中村巴奈重、斎木達彦、櫻井美希、兼松衆、中嶋純子、青木沙也果と共同）[2]

#### 2022年
- 悪役令嬢なのでラスボスを飼ってみました（MBSほか / 田渕夏海、中村巴奈重、櫻井美希、青木沙也果と共同）[3]

#### 2023年
- ツンデレ悪役令嬢リーゼロッテと実況の遠藤くんと解説の小林さん（MBSほか / 田渕夏海、斎木達彦、中嶋純子、青木沙也果と共同）[4]
- 悲劇の元凶となる最強外道ラスボス女王は民の為に尽くします。（MBSほか / 中村巴奈重、斎木達彦、中嶋純子と共同）[5]
- カノジョも彼女 Season2（MBSほか / 斎木達彦、櫻井美希、中嶋純子と共同)[6]

#### 2024年
- 即死チートが最強すぎて、異世界のやつらがまるで相手にならないんですが。（TOKYO MXほか / 中村巴奈重、斎木達彦、門脇大輔と共同）[7]
- 女神のカフェテラス 第2期  (MBS・TBSほか / 共同)[8]
- 僕の妻は感情がない  (TOKYO MXほか / 共同)[9]

#### 2025年
- ロックは淑女の嗜みでして  (TBSほか / 共同)[10]

### テレビドラマ

#### 2019年
- 盤上の向日葵（NHK）[11]

#### 2024年
- 彼女と彼氏の明るい未来（MBS）[12]
- ひだまりが聴こえる（テレビ東京）[13]

### 映画

#### 2023年
- 劇場版 乙女ゲームの破滅フラグしかない悪役令嬢に転生してしまった...（田渕夏海、斎木達彦、土田美咲、中嶋純子、阿部玲子、澤田佳歩、櫻井美希、中村巴奈重と共同）[14]

#### 2025年
- 佐古忠彦監督作品 映画 太陽(ティダ)の運命　(劇中劇伴共同)[15]

### 報道・情報番組
- TBS系テレビ「ベスコングルメ」番組テーマ曲編曲
- TBS系テレビ「THE TIME,」エンディングテーマ「シマエナガファミリー／シマエナガのうた ～今日もいい日に～」、番組BGM[16]
- TBS系テレビ「ラヴィット!」番組タイトルサウンドロゴ、番組BGM
- TBS系テレビ「ひるおび 」番組BGM
- TBS系テレビ「Nスタ」番組タイトルサウンドロゴ、番組BGM
- TBS系テレビ「News23」番組BGM
- TOKYO MX「TOKYO MX news FLAG」番組BGM
- TBS系テレビ「開運！絶景！初日の出SP」(2024) 番組テーマ曲、BGM
- TBS系テレビ「あさチャン!」番組BGM

ほか

### その他

#### CM
- CANON PIXUS「家族がつながる」篇 BGM（2023）

#### 編曲
- 濱田めぐみ アルバム「Connect」収録「イシスとオシリスのように」編曲(2021)
- Lantana Records TikTok用音源集「STAY POSE!」音源制作

#### ミュージカル
- 舞台「『ROCK MUSICAL BLEACH』 ~Arrancar the Beginning~」劇中BGM(共同)(2024)